# Port Arthur, Texas
Port Arthur este un oraș situat în comitatul Jefferson, statul federal  Texas,  Statele Unite ale Americii. Orașul este amplasat în imediata apropiere a graniței cu statul Louisiana. Port Arthur este situat pe malul de vest a lacului Sabine Lake. Podul Rainbow Bridge leagă orașul de Bridge City. Orașul se află la altitudinea de 2 m, ocupă o suprafață de 372,3 km², din care 214,8 km² este uscat. În anul 2000 Port Arthur avea o populație de 57.755 de locuitori. În apropierea orașului se află canalul Gulf Intracoastal Waterway construit între anii 1899 - 1908, care traversează insula artificială Pleasure Island. Port Arthur are ieșire prin Sabine Lake la Golful Mexic. În oraș se află numeroase rafinării de petrol, Port Arthur fiind un centru petrolier important.

## Evoluția demografică
| Anul | Nr. locuitori¹ |
| ---- | -------------- |
| 1980 | 63.053         |
| 1990 | 58.551         |
| 2000 | 57.755         |
| 2005 | 56.684         |

¹  1980 - 2000 - Estimarea din 2005 - Sursa United States Census Bureau

## Personalități marcante
- Amy Acuff, atletă
- Janis Joplin, cântăreață
- „Babe“ Didrikson Zaharias, atletă, campioană olimpică
- Robert Rauschenberg, actor
- Evelyn Keyes, actriță
- Stephen Jackson, baschetbalist
- Zachary Breaux, ghitarist
- UGK (Bun B & Pimp C), rapper

1. ↑   https://www.portarthurtx.gov/250/City-Council, accesat în 16 aprilie 2024 Lipsește sau este vid: |title= (ajutor)
2. ↑  2010 U.S. Gazetteer Files, accesat în 9 iulie 2020